# Arend Buchholtz
Arend Buchholtz (* 29. März 1857 in Riga; † 29. Oktober 1938 in Berlin) war ein deutscher Bibliotheksgehilfe und Redakteur bei den Rigaschen Stadtblättern, korrespondierendes Mitglied der Gesellschaft für Geschichte und Altertumskunde der Ostseeprovinzen Russlands und erster Direktor der Berliner Stadtbibliothek. Er verfasste eine Geschichte der Vossischen Zeitung und wirkte als Biograf der Familie Lessing und des Chirurgen Ernst von Bergmann.

## Leben
Arend Buchholtz war ein Sohn von August Wilhelm Buchholtz und dessen Frau Henriette, geborene Bärnhoff.
Von 1875 bis 1880 studierte er an der Kaiserlichen Universität Dorpat. Am 1. Januar 1890 trat Buchholtz seinen Dienst als Magistratsbibliothekar von Berlin an. Im Jahr 1892 übernahm er die Leitung der städtischen Volksbibliotheken. Durch ihn erhielten die Bemühungen um die Gründung einer zentralen Berliner Stadtbibliothek einen entscheidenden Auftrieb. Buchholtz übergab dem Berliner Magistrat eine Denkschrift, in der er die Einrichtung von Lesehallen neben den Volksbibliotheken forderte. Nach dem Beschluss der Berliner Stadtverordnetenversammlung vom 3. Februar 1898 hatte der Magistrat für die Errichtung einer Zentralbibliothek Sorge zu tragen. Es bedurfte aber noch weiterer intensiver Bemühungen durch Buchholtz, bis am 6. Juni 1901 der endgültige Beschluss der Stadtverordnetenversammlung gefasst wurde, eine Stadtbibliothek zu gründen.
Buchholtz schuf eine systematische Einteilung der Bestände in 18 Hauptgruppen, die weiterhin von der Hauptbibliothek genutzt wird.

## Schriften (Auswahl)
- Denkmäler im Dom zu Riga. In: Rigascher Almanach für 1886. W. F. Häcker, Riga 1885, S. 1–57 (Digitalisat).
- Geschichte der Buchdruckerkunst in Riga 1588–1888. Festschrift der Buchdrucker Rigas zur Erinnerung an die vor 300 Jahren erfolgte Einführung der Buchdruckerkunst in Riga. Müllersche Buchdruckerei, Riga 1890.
- Die Volksbibliotheken und Lesehallen der Stadt Berlin 1850 bis 1900. Festschrift der Stadt Berlin zum 50jährigen Bestehen der Volksbibliotheken. Holten, Berlin 1900.
- Die Vossische Zeitung. Geschichtliche Rückblicke auf drei Jahrhunderte. Zum 29. Oktober 1904. Reichsdruckerei, Berlin 1904.
- Die Geschichte der Familie Lessing. 2 Bände. Von Holten, Berlin 1909 (Digitalisat).
- Ernst von Bergmann: mit Bergmanns Kriegsbriefen von 1866, 1870/71 und 1877. F. C. W. Vogel, Leipzig 1911 (Digitalisat); 3. Auflage ebenda 1913.
- Carl Robert Lessings Bücher- und Handschriftensammlung. 3 Bände. Von Holten, Berlin 1916. (Digitalisat)
- Geschichte der Rigaschen Familie Schwartz. Druck von H. S. Hermann & Co, Berlin 1921.